# Byszwałd
Byszwałd (niem. Bischwalde) – wieś w Polsce położona w województwie warmińsko-mazurskim, w powiecie iławskim, w gminie Lubawa w zachodniej części Garbu Lubawskiego.
Na przełomie XVI i XVII wieku należał do dóbr stołowych biskupów chełmińskich.
W latach 1954-1961 wieś należała i była siedzibą władz gromady Byszwałd, po jej zniesieniu w gromadzie Fijewo. W latach 1975–1998 miejscowość administracyjnie należała do województwa olsztyńskiego.
Miejscowość ta występuje również w literaturze. W roku 1894 została wspomniana w książce Janusza Maczkowicza pt. "Spotkanie pod Lipą" "...A ostatnio Byszwałd zaorali."
We wsi jednonawowy kościół św. Andrzeja Apostoła, gotycki z XIV w., odnowiony w 1909, przy nim drewniana dzwonnica o konstrukcji słupowej z XVIII w., jeden z dzwonów gotycki z XV w.